# John Bonnici
John Samuel Bonnici (* 17. Februar 1965 in New York City) ist ein US-amerikanischer Geistlicher und römisch-katholischer Weihbischof in New York.

## Leben
John Bonnici erwarb zunächst 1987 einen Bachelorabschluss in Biologie und Philosophie an der St. John’s University in seiner Heimatstadt. Anschließend studierte er Theologie am Päpstlichen Nordamerika-Kolleg in Rom und empfing am 22. Juni 1991 das Sakrament der Priesterweihe für das Erzbistum New York.
Nach weiteren Studien erwarb er 1992 am Päpstlichen Institut Johannes Paul II. für Studien zu Ehe und Familie das Lizenziat in Theologie. Am Washingtoner Standort des Instituts wurde er 1995 zum Dr. theol. promoviert. Neben verschiedenen Aufgaben in der Pfarrseelsorge war er 1995 Assistenzprofessor am Priesterseminar in Dunwoodie und von 1996 bis 1999 Leiter des diözesanen Amtes für Familie und Lebensschutz. Seit 2021 war er Pfarrer in Larchmont.
Am 25. Januar 2022 ernannte ihn Papst Franziskus zum Titularbischof von Arindela und zum Weihbischof in New York. Der Erzbischof von New York, Timothy Kardinal Dolan spendete ihm und dem mit ihm ernannten Weihbischof Joseph Espaillat am 1. März desselben Jahres in der St. Patrick’s Cathedral die Bischofsweihe. Mitkonsekratoren waren die emeritierten New Yorker Weihbischöfe Gerald Thomas Walsh und John O’Hara.